# Arroio do Meio
Arroio do Meio là một đô thị thuộc bang Rio Grande do Sul, Brasil. Đô thị này có diện tích 157,955 km², dân số năm 2007 là 18079 người, mật độ 114,46 người/km².